# Walter Schröder (Ruderer)
Walter Wilhelm Ludwig Schröder (* 29. Dezember 1932 in Campow; † 18. Oktober 2022 in Glinde) war ein deutscher Ruderer und Sportwissenschaftler. Er gewann 1960 in Rom olympisches Gold.

## Leben
Walter Schröder startete für den Ratzeburger Ruderclub. 1957 wurde er zusammen mit Manfred Rulffs Deutscher Meister im Zweier ohne Steuermann. 1958 saßen Rulffs und Schröder im von Trainer Karl Adam neu formierten Achter und gewannen in dieser Bootsklasse bei den Deutschen Meisterschaften. 1959 bildete Adam einen Achter aus Ruderern seines Ratzeburger Ruderclubs und von ATV Ditmarsia Kiel. Diese Renngemeinschaft wurde Deutscher Meister in der Besetzung Klaus Bittner, Karl-Heinz Hopp, Hans Lenk, Manfred Rulffs, Frank Schepke, Kraft Schepke, Walter Schröder und Karl-Heinrich von Groddeck mit Steuermann Willi Padge. Kurz darauf siegte der Achter auch bei den Europameisterschaften 1959. Das Medienecho auf diesen Sieg des Deutschland-Achters war enorm, das Boot wurde zur Mannschaft des Jahres gewählt.
1960 gewann der Achter bei den Deutschen Meisterschaften und qualifizierte sich bei der gesamtdeutschen Olympiaausscheidung auch für die Olympischen Spiele. Bei den olympischen Regatten auf dem Albaner See siegte der Achter in seinem Vorlauf und gewann auch im Finale in einer Zeit von 5:57,18 Minuten vor dem Boot aus Kanada. Erneut wurden die neun Sportler als Mannschaft des Jahres ausgezeichnet.
Nach seiner sportlichen Laufbahn schlug Schröder die akademische Laufbahn ein. Nach Jahren als Ruderlehrer und Dozent an der Universität Hamburg erhielt er dort 1977 eine Professur im Fachbereich Sport, wo er den Arbeitsbereich „Bewegung und Training“ leitete. Er holte u. a. als Kollegen Arnd Krüger und Hans-Dieter Niedlich hinzu. Er verfasste Publikationen zur Methodik und zur Geschichte im Rudersport. Zusammen mit seinem früheren Ruderkameraden, dem Philosophieprofessor Hans Lenk, gab Schröder 1982 Arbeiten von Karl Adam unter dem Titel Kleine Schriften zum Rudertraining heraus. 1998 ging er in den Ruhestand.

## Werke
- Anfängerunterricht im Rudern in jugendgemäßer Methodik. Hofmann, Schorndorf 1978, ISBN 3-7780-9241-3
- Rudern. Training, Technik, Taktik. Rowohlt, Reinbek bei Hamburg 1978, ISBN 3-499-17010-8
- Die Entwicklung von Rudertechnik, -ausbildung und -training: mit einer Spiegelung im Ratzeburger Küchensee. Ratzeburger Ruderclub, Ratzeburg 2012